# Ле-Мениль-Энар (кантон)
Ле-Мениль-Энар  (фр. Mesnil-Esnard) — кантон во Франции, находится в регионе Нормандия, департамент Приморская Сена. Входит в состав округа Руан.

## История
Кантон образован в результате реформы 2015 года путём объединения кантона Бюши, одиннадцати коммун, ранее входивших в кантон Дарнеталь, а также отдельных коммун кантонов Бос и Клер.
C 1 января 2017 года состав кантона изменился: коммуны Боск-Роже-сюр-Бюши и Эстутвиль-Экаль вошли в состав коммуны Бюши.

## Состав кантона с 1 января 2017 года
В состав кантона входят коммуны (население по данным Национального института статистики за 2018 г.):
- Бленвиль-Кревон (1 207 чел.)
- Бос (3 867 чел.)
- Боск-Бордель (451 чел.)
- Боск-Эделин (362 чел.)
- Буа-Гильбер (307 чел.)
- Буа-д'Энбур (559 чел.)
- Буа-л'Эвек (578  чел.)
- Буа-Эру (191 чел.)
- Буасе (406 чел.)
- Бьервиль (320 чел.)
- Бюши (2 825 чел.)
- Вьё-Мануар (746 чел.)
- Гренвиль-сюр-Ри (444 чел.)
- Икбёф (239 чел.)
- Кайи (776 чел.)
- Катене (678 чел.)
- Ла-Вьё-Рю (572 чел.)
- Ла-Нёвиль-Шан-д'Уазель (2 282 чел.)
- Ла-Рю-Сен-Пьер (779 чел.)
- Ле-Мениль-Энар (7 927 чел.)
- Лонгерю (330 чел.)
- Мартенвиль-Эпревиль (693 чел.)
- Мениль-Рауль (1 058 чел.)
- Монмен (1 292 чел.)
- Морньи-ла-Помре (1 030 чел.)
- Озувиль-сюр-Ри (715 чел.)
- Прео (1 816 чел.)
- Пьерваль (553 чел.)
- Ребе (148 чел.)
- Ри (728 чел.)
- Сен-Дени-ле-Тибу (503 чел.)
- Сен-Жермен-де-Эсур (399 чел.)
- Сен-Жермен-су-Кайи (343 чел.)
- Сент-Андре-сюр-Кайи (845 чел.)
- Сент-Круа-сюр-Бюши (700 чел.)
- Сент-Эньян-сюр-Ри (350 чел.)
- Сервавиль-Сальмонвиль (1 130 чел.)
- Франквиль-Сен-Пьер (6 111 чел.)
- Френ-ле-План (592 чел.)
- Эльбёф-сюр-Андель (473 чел.)
- Эрнемон-сюр-Бюши (298 чел.)
- Эроншель (141 чел.)

## Политика
На президентских выборах 2022 г. жители кантона отдали в 1-м туре Эмманюэлю Макрону 34,5 % голосов против 24,8 % у Марин Ле Пен и 16,0 % у Жана-Люка Меланшона; во 2-м туре в кантоне победил Макрон, получивший 60,6 % голосов. (2017 год. 1 тур: Эмманюэль Макрон – 24,4 %, Марин Ле Пен и Франсуа Фийон – по 22,4 %, Жан-Люк Меланшон – 16,4 %; 2 тур: Макрон – 64,3 %. 2012 год. 1 тур: Николя Саркози — 32,4 %, Франсуа Олланд — 24,8 %, Марин Ле Пен — 13,5 %; 2 тур: Саркози — 55,8 %. 2007 год. 1 тур: Саркози — 34,6 %, Сеголен Руаяль — 22,2 %; 2 тур: Саркози — 59,6 %).
С 2021 года кантон в Совете департамента Приморская Сена представляют мэр коммуны Ла-Нёвиль-Шан-д'Уазель Жюльен Демазюр (Julien Demazure) (Республиканцы) и мэр коммуны Буасе Дельфин Дюраме (Delphine Duramé) (Разные правые).
|                | Кандидаты                     | Партия                   | Первый тур | Первый тур     | Второй тур | Второй тур |
| Кол-во голосов | Кандидаты                     | Партия                   | % голосов  | Кол-во голосов | % голосов  |            |
| -------------- | ----------------------------- | ------------------------ | ---------- | -------------- | ---------- | ---------- |
|                | Жюльен Демазюр Дельфин Дюраме | Правый блок              | 3 993      | 32,69          | 6 729      | 62,27      |
|                | Анни Видаль Кристоф Оге       | Правоцентристский блок   | 2 938      | 24,05          | 4 077      | 37,73      |
|                | Люси Делетр Леон Левассёр     | Национальное объединение | 2 807      | 22,98          |            |            |
|                | Люси Гужон Себастьен Дюваль   | Прочие                   | 2 478      | 20,28          |            |            |

|                | Кандидаты                     | Партия                  | Первый тур | Первый тур     | Второй тур | Второй тур |
| Кол-во голосов | Кандидаты                     | Партия                  | % голосов  | Кол-во голосов | % голосов  |            |
| -------------- | ----------------------------- | ----------------------- | ---------- | -------------- | ---------- | ---------- |
|                | Элен Брои Патрик Шове         | Правый блок             | 7 260      | 41,98          | 11 259     | 70,80      |
|                | Кати де Лес Клод Суде         | Национальный фронт      | 4 602      | 26,61          | 4 644      | 29,20      |
|                | Венсан Декорд Аманда Лисанчюк | Социалистическая партия | 3 688      | 21,33          |            |            |
|                | Полин Буэлье Жан-Поль Торез   | Европа Экология Зелёные | 1 742      | 10,07          |            |            |